# 瓜迪亞馬爾河

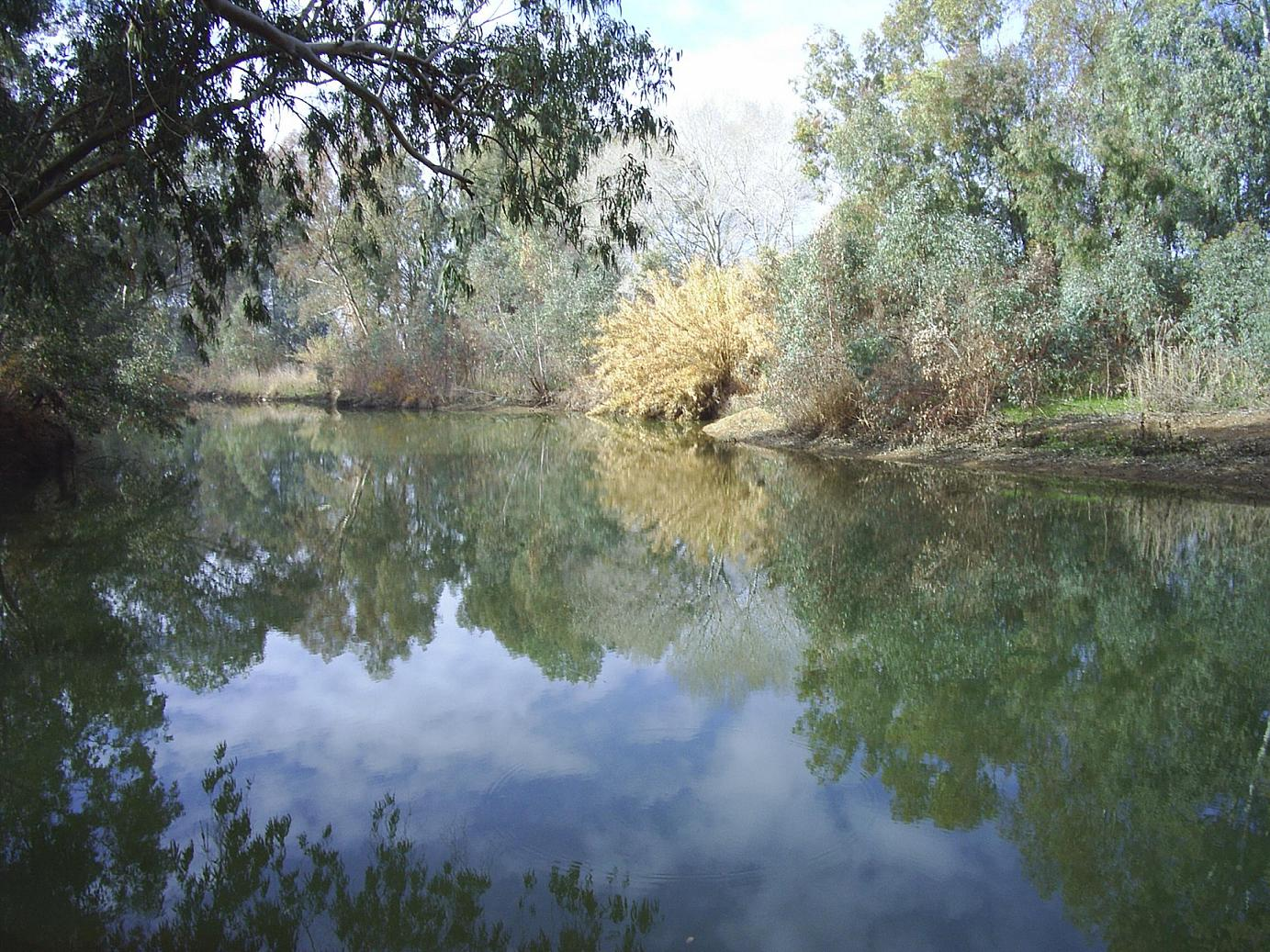
瓜迪亞馬爾河

瓜迪亞馬爾河（西班牙語：Río Guadiamar）是西班牙的河流，位於該國南部，屬於瓜達幾維河的支流，發源自莫雷納山脈，流經塞維利亞省，河道全長82公里，流域面積1,300平方公里。

## 外部連結
- Report on 1998 toxic waste spillage （页面存档备份，存于） from CNN
- Article on toxic spill from El País （西班牙文）